# Bayerische BB II
Die Lokomotiven der Gattung BB II waren Nassdampflokomotiven der Bauart Mallet der Bayerischen Staatsbahn.

## Geschichte
Sie wurden speziell für die bayerischen Nebenbahnen mit engen Kurvenradien entwickelt und in zwei Baulosen ausgeliefert. Das erste Baulos umfasste 29 Lokomotiven, die zwischen 1899 und 1903 von Maffei hergestellt wurden. Das zweite Baulos bestand aus 2 Maschinen. Diese kamen 1908 zur Staatsbahn und waren etwas länger und schwerer als die Lokomotiven des ersten Bauloses.
Obwohl die Deutsche Reichsbahn 1925 alle Fahrzeuge als Baureihe 987 übernahm, wurden sie aufgrund ihrer unbefriedigenden Laufeigenschaften in den 1930er Jahren bis auf drei Exemplare abgestellt und verschrottet. Die verbliebenen Fahrzeuge fanden nach 1940 als Werklokomotiven eine weitere Verwendung.

## Verbleib
Ein Exemplar, die 98 727, wurde 1943 an das Werk Regensburg der Südzucker AG verkauft und erhielt dort die Betriebsnummer 4 sowie den Spitznamen „Zuckersusi“. Sie wurde 1972 dem Eisenbahnmuseum Darmstadt-Kranichstein gestiftet und wird bis heute betriebsfähig erhalten. Seit einem Rangierunfall ist die Lok zerlegt und muss komplett neu aufgebaut werden. Da bei der Begutachtung zur Reparatur wesentliche Teile als verschlissen zu betrachten waren und eine Hauptuntersuchung den betriebsfähigen Zustand und damit den Fortbestand der Lokomotive für die Zukunft am besten sichert, hat sich die Deutsche Museumseisenbahn als Eigentümerin der Maschine entschieden, eine aufwändige Sanierung zu betreiben. Die Lokomotive befindet sich derzeit in den Werkstätten des Aw Darmstadt-Kranichstein in Aufarbeitung.
Die 98 713 wurde auch in Regensburg eingesetzt und 1943 nach Albanien exportiert, um von der Wehrmacht und Hekurudha Shqiptare verwendet zu werden. Sie wurde bis 1950 unterhalten und war noch 1985 vorhanden.
Zwei Lokomotiven wurden nach Österreich verkauft, wo sie als Werksloks bei den Vorarlberger Illwerken bzw. bei der VÖEST in Linz eingesetzt wurden.